# Nuri (lanceur spatial)
Nuri ou KSLV-II est le deuxième lanceur spatial de la Corée du Sud. Successeur du KSLV-1 (Naro-1), c'est le premier lanceur développé entièrement par des constructeurs nationaux. Nuri qui comporte trois étages, a une masse d'environ 203 tonnes, est haut de 47,5 mètres et a un diamètre maximum de 3,3 mètres. Il peut placer environ 1,5 tonne sur une orbite héliosynchrone. Pour le propulser, deux moteurs-fusées entièrement nouveaux sont développés par les industriels coréens. Tous deux brûlent un mélange d'oxygène liquide et de kérosène et utilisent un système d'alimentation reposant sur un générateur de gaz. Le moteur utilisé sur les deux premiers étages, le KRE-075, a une poussée d'environ 75 tonnes.
Le développement du lanceur débute en 2012. Les deux derniers étages sont qualifiés en vol en 2018. Le premier vol du lanceur complet a lieu le 21 octobre 2021 mais se solde par un échec dû à un arrêt prématuré de la propulsion du troisième étage. Après identification et correction de la source de l'anomalie (rupture du système de fixation du réservoir d'hélium), le lanceur réussit à placer en orbite ses charges utiles au cours du deuxième vol de qualification qui a lieu le 21 juin 2022.
Le 26 mai 2023, la première mission opérationnelle de la fusée (KSLV-II) est un succès, permettant de placer en orbite huit satellites d’observation.

## Contexte

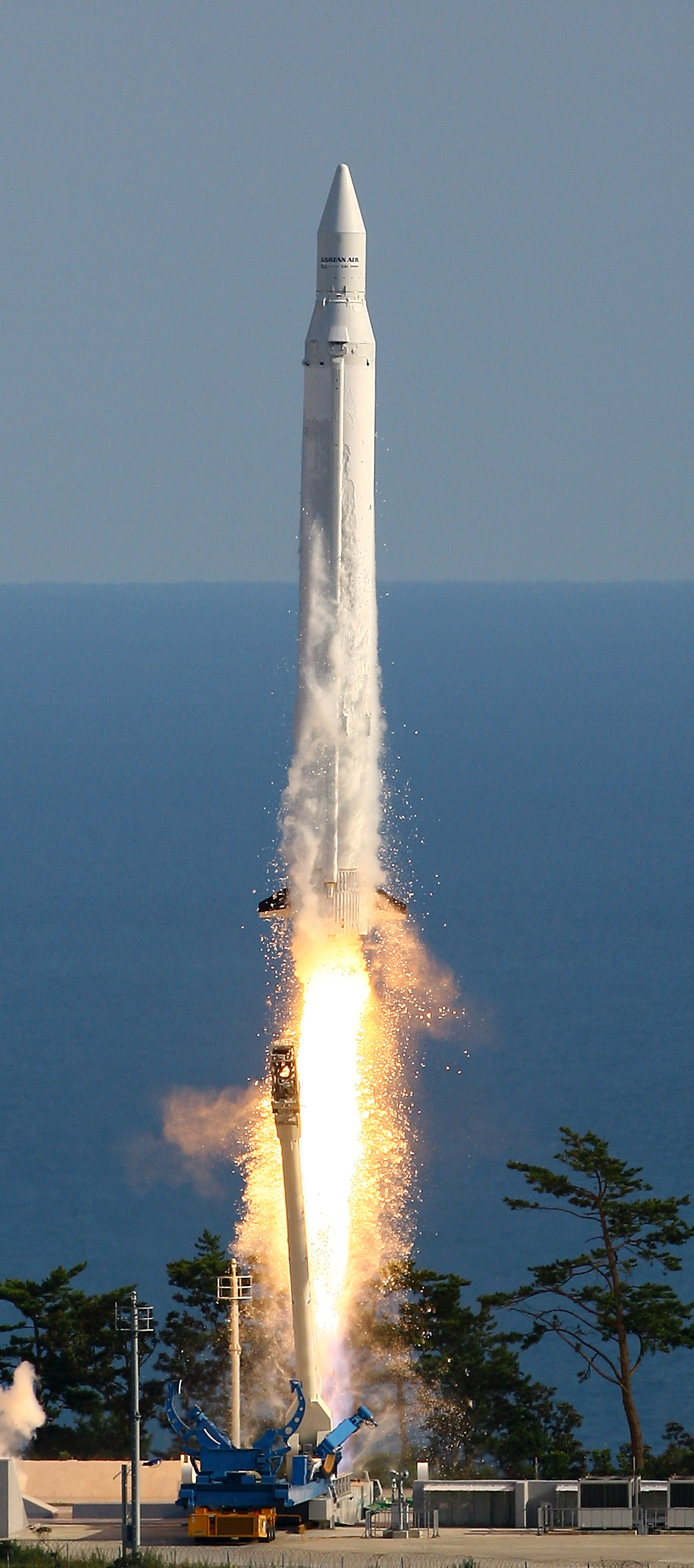
Décollage du lanceur KSLV-I/Naro-1 (premier vol de 2009).

### Développement d'un lanceur national (1996)
Dans le cadre de son plan spatial national défini en 1996, la Corée du Sud planifie le développement d'un lanceur spatial national. En novembre 2002, elle lance pour la première fois une fusée-sonde de fabrication nationale (KSR-3). Celle-ci utilise un moteur-fusée à ergols liquides. L'objectif est alors de développer pour l'échéance 2005 le lanceur KSLV-1 capable de placer de petits satellites en orbite qui serait dérivé de la fusée sonde KSR-3 par l'ajout de deux propulseurs d'appoint et d'un étage supérieur à propergol solide. Finalement, pour accélérer le développement du KSVL-1, cette approche est abandonnée au profit d'un lanceur développé avec l'assistance d'une autre puissance spatiale.

### Coopération avec la Russie: le lanceur KSLV-1
En 2004, la Corée du Sud se tourne vers la Russie pour le développement du moteur-fusée à ergols liquides, pièce la plus complexe du lanceur KSLV-1. Elle passe contrat avec la société russe GKNPZ Khrounitchev, constructeur de la fusée Angara, en octobre 2006. La Corée du Sud sous-traite finalement la construction complète du premier étage à Khrounitchev. Celui-ci est dérivé du premier étage du lanceur Angara et est propulsé par un moteur-fusée RD-151 développé par NPO Energomach, version à poussée réduite du RD-191. Le contrat final est ratifié en juin 2007 par la Douma russe qui autorise le transfert de technologies sensibles. L'institut coréen de recherche aérospatiale (KARI) a la charge de développer le deuxième étage de très petite taille, la coiffe ainsi que l'avionique du lanceur. Ce dernier étage utilise un moteur à propergol solide d'une poussée de 42 kN, dérivé de la fusée-sonde KSR-1, qui doit fonctionner durant 66 secondes. Le lanceur peut placer 100 kg en orbite. Un centre spatial complet est édifié à Naro : il comprend un complexe de lancement, un centre de contrôle, des installations pour permettre d'effectuer les tests et l'assemblage, un centre administratif et un quartier d'habitation.

### La Corée du Sud devient la12epuissancespatiale (2013)
Le lancement du lanceur KSLV-1, prévu initialement fin 2007, est repoussé par les Russes à six reprises. Finalement, le premier vol du lanceur Naro-1 a lieu le 25 août 2009. Après deux échecs en 2009 et 2010, le lanceur KSLV-1 parvient à placer sa charge utile en orbite le 30 janvier 2013. La Corée du Sud devient ainsi la 12e puissance spatiale.

## Développement du lanceur KSLV-II/Nuri

### Planification du projet
La réalisation du lanceur KSLV-1 n'était qu'une étape dans le développement d'un lanceur national et il ne sera plus utilisé par la suite. L'agence spatiale de la Corée du sud, l'Institut coréen de recherche aérospatiale (KARI), lance dès 2012 le développement d'un lanceur à trois étages utilisant des technologies entièrement nationales. Le lanceur nécessite la mise au point de deux nouveaux moteurs-fusées baptisés KRE-075 et KRE-007. La construction du lanceur est planifiée en trois phases. Le projet comprend trois phases :
- La première phase (2012-2015) porte sur la mise au point du moteur KRE-007 de 7 tonnes de poussée destiné à propulser l'étage supérieur et la construction des bancs d'essais.
- La deuxième phase (2015-2018) comprend le développement du moteur KRE-075 de 75 tonnes de poussée destiné à propulser les deux premiers étages du lanceur et la réalisation d'un test en vol des deux derniers étages.
- Enfin la troisième phase (2018-2021) comprend le développement du lanceur complet et la réalisation de deux vols destinés à qualifier la fusée.

La construction du lanceur KSLV-II est confiée à la société aérospatiale sud-coréenne Korea Aerospace Industries. Le développement des moteurs-fusées est pris en charge par Hanwha Aerospace, filiale spécialisée dans les activités de défense du conglomérat sud-coréen Hanwha. La structure des étages du lanceur (réservoirs, ...) sont fabriqués principalement par Doowon Heavy Industrial. Les installations au sol sont réalisées par Hyundai Heavy Industries,.

### Premières mises à feu des moteurs-fusées
Début 2016, le moteur-fusée KRE-075 propulsant le premier et le deuxième étage est testé avec succès sur un banc d'essais pendant une durée équivalente à celle de son fonctionnement durant un vol réel. En octobre 2016, le moteur du troisième étage KRE-007 est à son tour testé avec succès sur un banc d'essais. Le test en vol des deux moteurs est programmé fin 2016 mais des problèmes de combustion du KRE-075 et de soudage d'un des réservoirs repousse le vol de 10 mois. Le test du lanceur complet, qui était prévu en décembre 2019, est repoussé à février 2021.

### Test en vol des deuxième et troisième étages

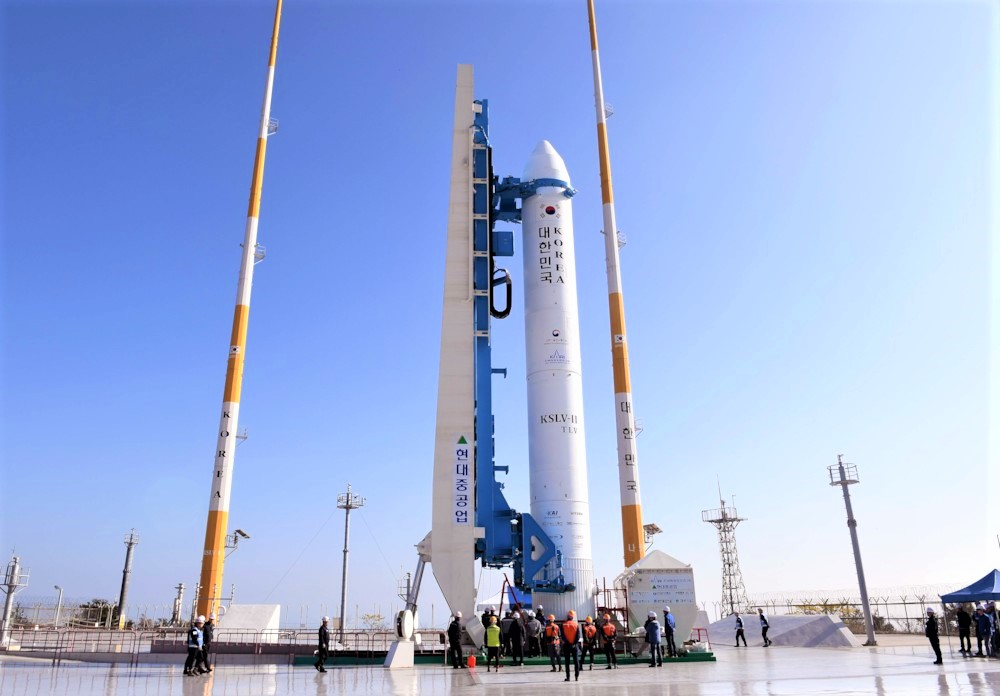
La fusée KSLV TLV composée des deux derniers étages du KSLV-II sur le pas de tir avant son vol suborbital.

Les deux derniers étages du KSLV-II sont testés au cours d'un vol suborbital pour vérifier le fonctionnement des moteurs KRE-075 et KRE-007. La fusée résultant de l'assemblage des deuxième et troisième étage, baptisée KSLV TLV, est haute de 25,8 mètres pour un diamètre de 2,6 mètres et une masse de 52,1 tonnes. Le vol a lieu le 28 novembre 2018. Le premier étage fonctionne pendant 151 secondes afin de simuler le fonctionnement du lanceur complet (140 secondes). La fusée atteint une altitude de 209 km avant de retomber dans l'océan Pacifique au sud-est de l'île de Jeju et à 429 km de sa base de lancement à Naro. Le vol valide la conception des deux moteurs et plus globalement les choix technologiques retenus pour le lanceur,.

### Tests au sol du premier étage complet
Le 28 janvier 2021, le Kari réalise avec succès un premier essai à feu du premier étage complet au centre spatial de Naro. Les quatre moteurs KRE-075 fonctionnent pendant 30 secondes. Des essais de 100 puis 127 secondes suivent en mars de la même année.

## Caractéristiques techniques

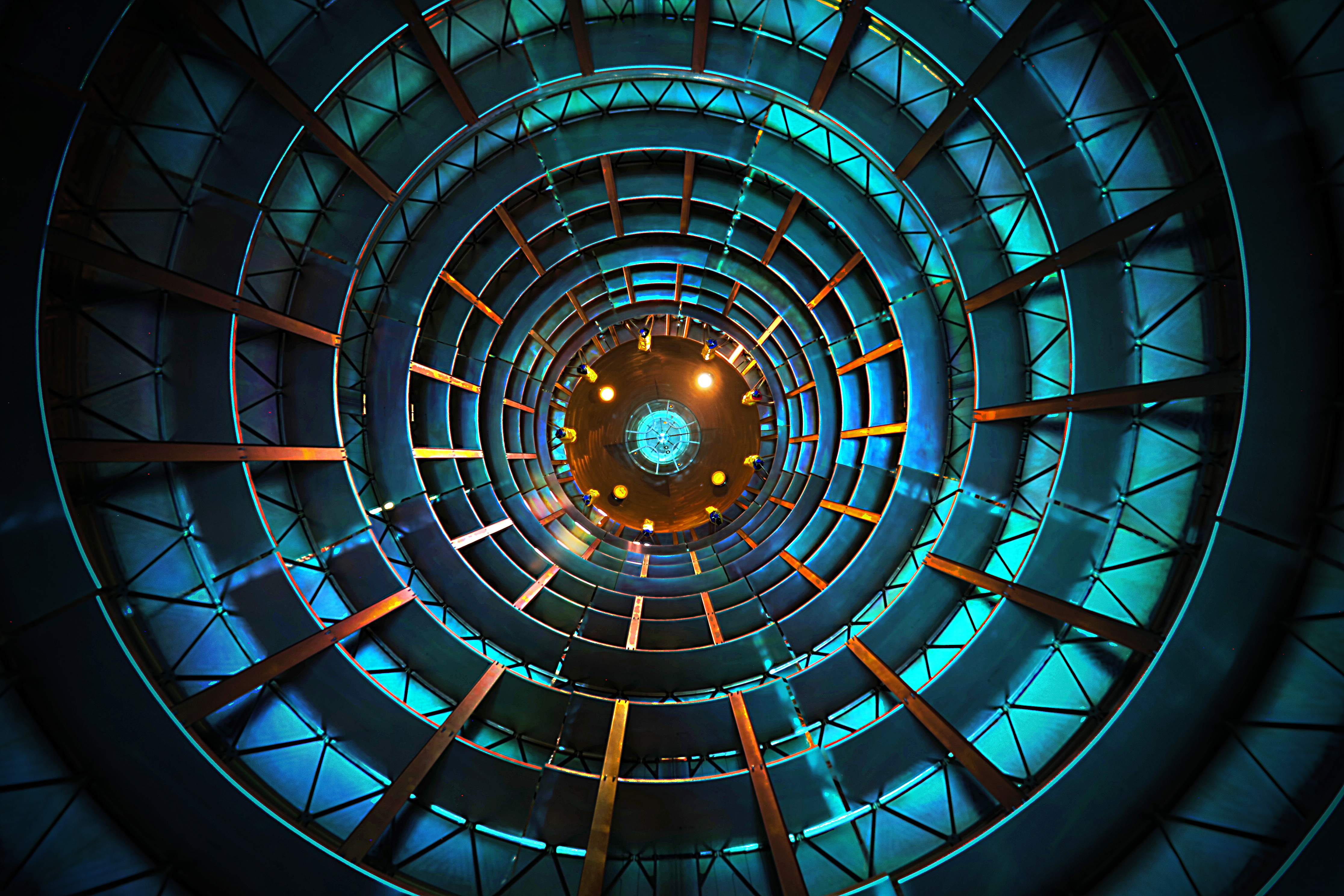
Vue de l'intérieur d'un des deux réservoirs du premier étage.

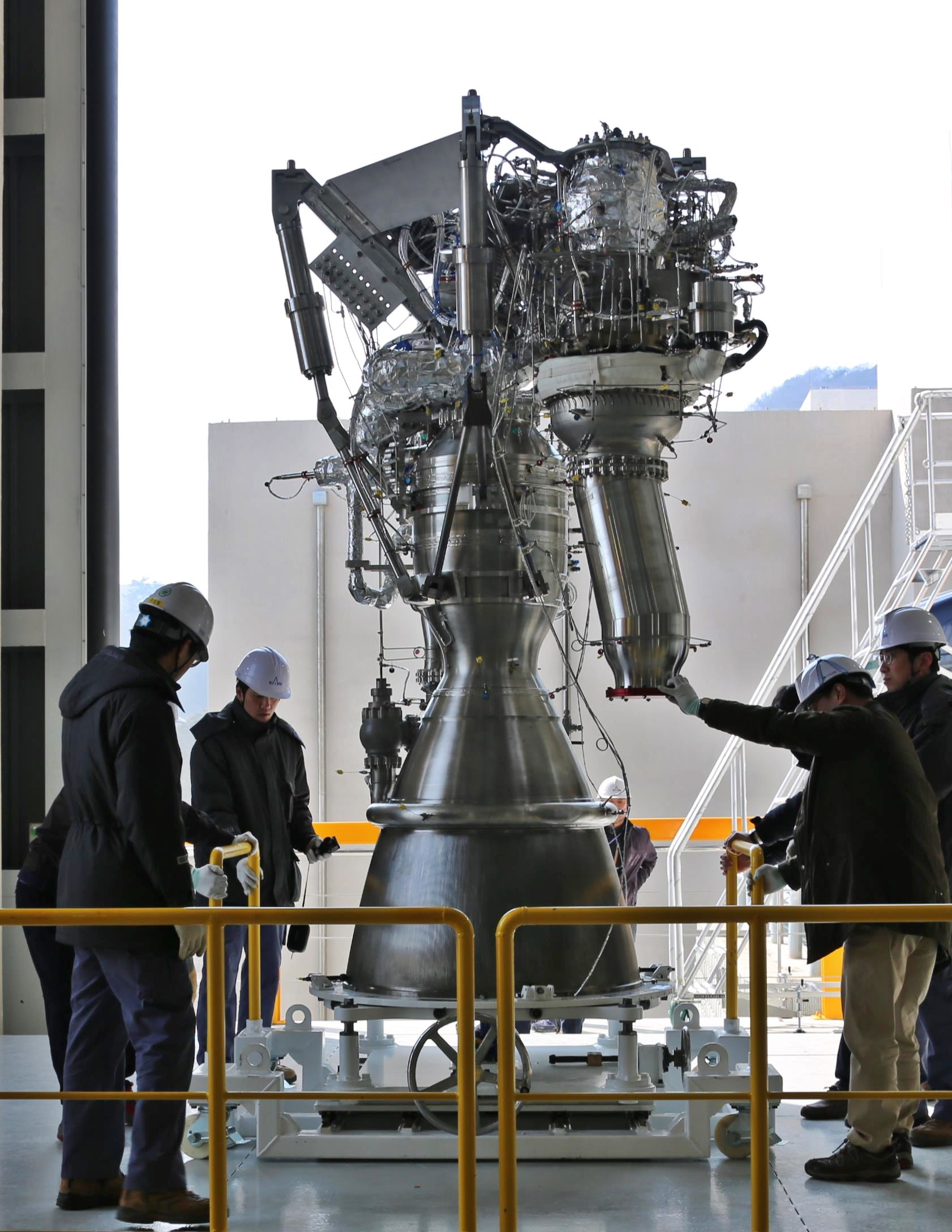
Le moteur KRE-075 de la classe des 75 tonnes qui propulse les premier et deuxième étages du lanceur.

Le lanceur Nuri est haut de 47,2 mètres pour un diamètre à la base de 3,5 mètres. Sa masse au décollage est d'environ 204 tonnes dont 182,5 tonnes d'ergols (56,5 tonnes de kérosène et 126 tonnes d'oxygène liquide). Il comporte trois étages,, :

### Premier étage
Le premier étage a un diamètre de 3,30 mètres et une longueur de 26,12 mètres. Sa masse au décollage est de 147 tonnes dont 131 tonnes d'ergols. Il est propulsé par quatre moteurs-fusées KRE-075 d'une poussée unitaire de 655 kN au niveau de la mer brûlant un mélange de kérosène et d'oxygène liquide. La poussée totale est de 267 tonnes au décollage. Le moteur est alimenté par un générateur de gaz et son impulsion spécifique est de 267 secondes au niveau de la mer. Les moteurs sont orientables à l'aide d'un système hydraulique, ce qui leur permet d'agir en roulis, tangage et lacet. La durée de fonctionnement est de 128 secondes.

### Deuxième étage
Le deuxième étage a une longueur de 10,64 mètres, un diamètre de 2,6 mètres et une masse de 41 tonnes dont 37 tonnes d'ergols. Il est propulsé par un unique moteur-fusée KRE-075 d'une poussée de 789 kN alimenté par une turbopompe. Le moteur est orientable selon deux axes et agit sur le tangage et lacet. Des propulseurs à gaz froid sont utilisés pour contrôler le roulis. Le moteur-fusée comporte une tuyère rallongée (rapport de section passant de 12 à 35), ce qui permet d'optimiser sa poussée dans le vide, portant son impulsion spécifique à 325 secondes. Sa durée de fonctionnement est de 144 secondes.

### Troisième étage
Le troisième étage est haut de 3,6 mètres pour un diamètre de 2,6 mètres. Sa masse est de 12 tonnes dont 10,8 tonnes d'ergols. Il est propulsé par un moteur-fusée KRE-007 d'une poussée de 68,6 kN (environ 7 tonnes) brûlant un mélange de kérosène et d'oxygène liquide. Ce moteur est alimenté par une turbopompe et son impulsion spécifique est de 325 secondes. Le rapport de section de la tuyère est de 94,5. Le moteur est orientable selon deux axes et agit en tangage et lacet. Des propulseurs à gaz froid sont utilisés pour contrôler le roulis. La durée de fonctionnement est de 502 secondes. Le moteur du troisième étage ne peut pas être rallumé, ce qui diminue la charge utile d'environ 500 kg.

### Coiffe
La coiffe a un diamètre de 2,6 mètres pour une longueur de 7 mètres. Sa masse est de 1 tonne. Elle permet de loger un satellite de 2,7 mètres de diamètre et de 4 mètres de haut.

## Performances
Le lanceur peut placer une charge utile de 2,6 tonnes sur une orbite basse, de 1,5 tonne sur une orbite héliosynchrone (600-800 km) et de 550 kilogrammes sur une orbite de transfert géostationnaire.

## Installations de lancement et de suivi

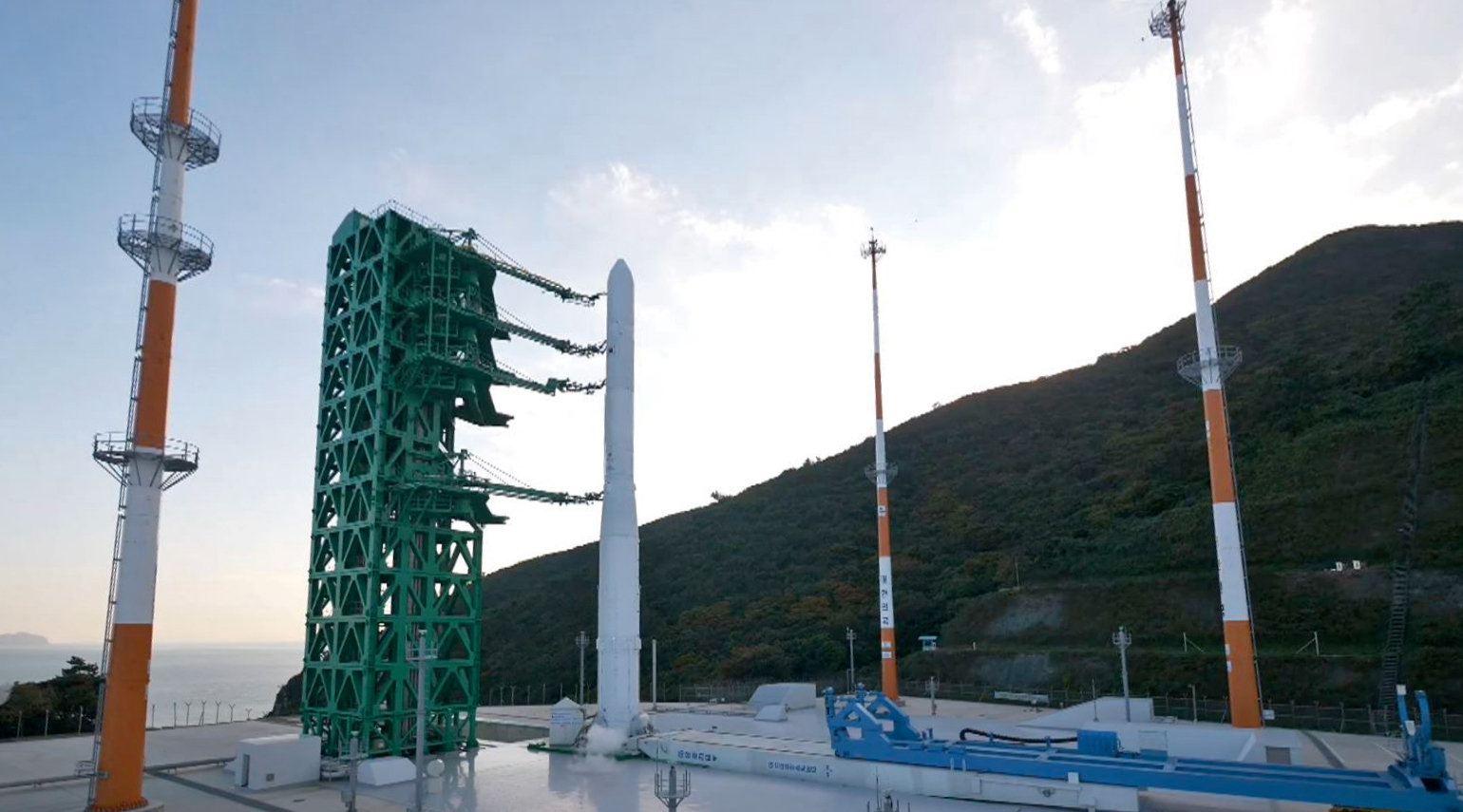
Pas de tir du lanceur KSLV-2 au centre spatial de Naro.

La fusée KSLV-II est lancée depuis le centre spatial de Naro. Ce site se trouve dans l'île Naro (district de Goheung) à l'extrémité sud de la péninsule coréenne et à environ 485 kilomètres de la capitale Séoul. La fusée est assemblée dans un bâtiment proche du pas de tir puis transportée sur une remorque jusqu'à celui-ci. Là, elle est érigée en position verticale à l'aide de vérins incorporés dans la remorque le long d'une tour ombilicale puis la remorque se place en retrait. La tour ombilicale, qui comprend quatre plateformes mobiles permettant d'accéder aux différents étages de la fusée, comporte des conduites d'ergols ainsi que des câbles électriques et des liaisons informatiques qui sont connectés au lanceur. Le fonctionnement du lanceur est vérifié puis le plein d'ergols et d'hélium est effectué. La séquence de lancement est automatique durant les dix dernières minutes précédant le décollage.
Pour les lancements en orbite polaire et héliocentrique[Information douteuse], les tirs se font vers le sud qui est dégagé de toute terre. Le plan d'eau est interdit à la navigation au sud du centre sur une distance de 78 kilomètres et une largeur de 28 kilomètres. À terre, la zone d'interdiction s'étend jusqu'à 3 kilomètres de la base. Tout survol aérien est interdit sur un périmètre de 95 kilomètres de long pour 44 kilomètres de large. Le centre de contrôle du lancement se situe sur la base de Naro. Il dispose d'un radar de poursuite qui permet de suivre le lanceur jusqu'à une distance de 3 000 kilomètres et de deux stations de télémesures qui collectent les données de vol transmises par la fusée. Une station installée dans l'archipel de Palaos à l'est de Mindanao (Philippines) prend la relève lorsque la fusée n'est plus à la portée des moyens de suivi de Naro. Elle comprend deux antennes de diamètre 7,3 et 4,6 mètres et permet de suivre la séparation de la charge utile et du lanceur. Elle est reliée par fibre optique au centre de contrôle de Naro.

## Qualification du lanceur
Deux vols ont été programmés pour qualifier le lanceur :

### Premier vol du lanceur complet (21 octobre 2021)
Le premier vol du lanceur complet a lieu le 21 octobre 2021. Les responsables du projet estiment la probabilité d'un succès à 30 %. La fusée emporte pour ce vol une charge utile fictive de 1,5 tonne (structure en aluminium et en acier inoxydable). Celle-ci doit être placée sur une orbite héliosynchrone de 700 kilomètres. Les deux premiers étages fonctionnent de manière nominale mais le troisième étage s'éteint au bout de 47 secondes soit 46 secondes trop tôt. La charge utile, qui s'est séparée, comme prévu, du dernier étage à une altitude de 700 kilomètres, n'a toutefois pas une vitesse suffisante pour se maintenir en orbite et retombe sur Terre en se désintégrant dans l'atmosphère. Une commission est formée pour déterminer l'origine de l'anomalie et la corriger avant le deuxième vol de qualification programmé. À l'aide des télémesures transmises par le lanceur, l'origine de l'anomalie est identifiée en décembre 2021 : sous l'effet de l'accélération croissante du troisième étage, le système de fixation du réservoir contenant l'hélium utilisé pour pressuriser l'oxygène s'est rompu (le réservoir d'hélium est immergé dans le réservoir d'oxygène). Le réservoir libéré est venu à plusieurs reprises frapper la paroi du réservoir d'oxygène, occasionnant des fuites qui ont fini par interrompre l'alimentation en oxygène du moteur-fusée. Le constructeur a décidé de renforcer le système de fixation du réservoir d'hélium sur les exemplaires suivants du lanceur.
| Événement                     | Temps       | Altitude | Vitesse  |
| ----------------------------- | ----------- | -------- | -------- |
| Décollage                     | 0           | 0,1 km   | 0 km/s   |
| Franchissement mur du son     | 0 min 55 s  | 7 km     | 0,3 km/s |
| Séparation du premier étage   | 2 min 07 s  | 59 km    | 1,7 km/s |
| Largage de la coiffe          | 3 min 53 s  | 191 km   | 3,2 km/s |
| Séparation du second étage    | 4 min 34 s  | 700 km   | 4,3 km/s |
| Extinction du troisième étage | 13 min 18 s | 700 km   | 7,5 km/s |
| Séparation de la charge utile | 16 min 07 s | 700 km   | 7,5 km/s |

Le lanceur, dont la trajectoire est pratiquement plein sud survole l'océan Pacifique en longeant la côte est des Philippines à plusieurs centaines de kilomètres de distance. Le premier étage retombe dans l'océan à 413 kilomètres de la base de lancement et le deuxième étage à 2 800 kilomètres.

### Deuxième vol de qualification
Le deuxième vol de qualification de Nuri a lieu le 21 juin 2022. Il emporte un simulateur de masse de 1,2 tonne et un satellite, PVSAT, de 162,5 kilogrammes chargé à la fois de vérifier les performances de la fusée et de tester dans l'environnement spatial des composants de satellites développés par l'industrie sud-coréenne. Ces équipements comprennent ETG (en anglais : Electrically-Heated Thermoelectric Generator), un générateur thermoélectrique qui utilise la différence de températures pour générer de l'électricité, CMG (en anglais : Control Moment Gyroscope), un actionneur gyroscopique permettant de modifier rapidement l'orientation, une antenne en bande S utilisée pour tester les performances de cette fréquence pour la transmission des télémesures et des commandes ainsi qu'une caméra (VCS) qui filme l'éjection des CubeSats. Le lanceur emporte quatre CubeSats actifs et un CubeSat inerte, construits par des universités.
STEP Cube Lab 2, le plus lourd de type 6U (9,6 kilogrammes), est équipé avec la première caméra sud-coréenne fonctionnant dans l'infrarouge moyen. Les trois autres CubeSats actifs sont SNUGLITE 2 emportant des équipements spatiaux expérimentaux et de radio-amateur, RANDEV (ASTRIS 2), un satellite 3U expérimental équipé d'une caméra hyperspectrale destinée à collecter des images des volcans des côtes et des nuages dans le but d'identifier des risques potentiels et MIMAN (Cubesatyonsei), un CubeSat 3U qui analyse les aérosols en suspension dans l'atmosphère.
Le compte à rebours se déroule sans aucune interruption et le lanceur décolle de la base de lancement de Naro à 7 h TU. Le troisième étage place les charges utiles sur une orbite polaire circulaire de 700 kilomètres avec une inclinaison orbitale de 98,2 degrés.

## Vols réalisés et planifiés
Tous les tirs ont lieu depuis la base de lancement de Naro.
| Date (UTC)          | N° Vol | Modèle     | Charge utile                                                | Type                                       | Masse     | Orbite                  | Commentaire                                                                                     |
| ------------------- | ------ | ---------- | ----------------------------------------------------------- | ------------------------------------------ | --------- | ----------------------- | ----------------------------------------------------------------------------------------------- |
| 28 novembre 2018    |        | KSLV-2-TLV |                                                             |                                            |           | Vol suborbital          | Le lanceur est composé uniquement des deuxième et troisième étages. Vol de qualification.       |
| 21 octobre 2021     | 1      | Nuri       | Nuri Test Payload                                           | Simulateur de masse                        | 1 500 kg  |                         | Premier vol de qualification du lanceur complet. Échec dû à une défaillance du troisième étage. |
| 21 juin 2022        | 2      | Nuri       | PVSAT CubeSats STEP Cube Lab 2, MIMAN, RANDEV et SNUGLITE 2 | Simulateur de masse CubeSats expérimentaux | ~1 400 kg | Orbite polaire (700 km) | Deuxième vol de qualification du lanceur complet.                                               |
| 25 mai 2023         | 3      | Nuri       | NEXTSat 2, SNIPE A, B, C, D (4 CubeSats)                    |                                            |           |                         |                                                                                                 |
| Lancements planfiés |        |            |                                                             |                                            |           |                         |                                                                                                 |
| 2024                | 4      | Nuri       | CAS500 3                                                    | Démonstrateur technologique                | 500 kg    |                         |                                                                                                 |

## Coûts de développement
Le développement du lanceur a coûté 1,43 milliard d'euros en incluant deux vols de qualification (1967 milliards wons). Courant 2021, la fabrication et le lancement de quatre autres lanceurs sont budgétés pour un montant de 440 millions d'euros.

## Projets d'évolution du lanceur: le KSLV-3
Avant même le premier vol du KSLV-II, l'agence spatiale sud-coréenne a planifié en juin 2021 plusieurs modifications du lanceur qui doivent permettre d'augmenter ses capacités. Une enveloppe de 1,09 milliard d'euros est prévue pour cette évolution mais n'avait pas reçu d'accord définitif courant 2021. Cette version, qui est planifiée pour 2026, doit pouvoir faire passer la capacité du lanceur en orbite héliosynchrone de 1,5 à 2,8 tonnes et permettre de lancer un satellite de taille significative sur une orbite géostationnaire ainsi que des sondes spatiales pour étudier le système solaire. Les améliorations envisagées comprennent une version plus puissante du moteur-fusée KRE-075 (KRE-087). L'agence spatiale a par ailleurs commencé à tester depuis 2016 une version du moteur-fusée propulsant le troisième étage utilisant la combustion étagée. Plus de 60 tests sur banc d'essais ont été effectués, dont l'un d'une durée de 600 secondes.
Mais finalement, l'agence spatiale sud-coréenne opte pour le développement d'une fusée entièrement nouvelle. Baptisée KSLV-3 et capable de placer 10 tonnes en orbite basse et 3,5 tonnes en orbite géosynchrone, cette fusée doit entrer en service vers 2030. Comportant deux étages, elle utilise de nouveaux moteurs-fusées à ergols liquides plus sophistiqués (cycle à combustion étagée) permettant un meilleur rendement. Cinq moteurs de 100 tonnes de poussée doivent propulser le premier étage tandis que deux moteurs de plus de 10 tonnes de poussée optimisés pour le vide et pouvant être redémarrés plusieurs fois propulsent le deuxième étage. 